# NGC 280
NGC 280 je spirální galaxie s příčkou v souhvězdí Andromedy. Její zdánlivá jasnost je 13,5m a úhlová velikost 1,7′ × 1,1′. Je vzdálená 458 milionů světelných let, průměr má 225 000 světelných let. Galaxii objevil 5. prosince 1785 William Herschel.